# 千葉市立高洲中学校
千葉市立高洲中学校（ちばしりつ たかすちゅうがっこう）は、千葉県千葉市美浜区にある公立中学校。

## 沿革
- 2021年4月1日 - 高洲第一中学校と高洲第二中学校が統合し、開校[1]。

## 校訓
- 感謝・練磨・創意

## 教育目標
- 豊かな心を持ち 自ら考え自ら学び たくましく生きる生徒の育成

## 学校行事
- 4月 - 入学式
- 5月 - 体育祭・生徒総会
- 9月 - 合唱祭
- 10月 - 生徒会総選挙・3学年修学旅行・1学年校外学習
- 11月 - 2学年自然教室
- 3月 - 3年生を送る会・卒業証書授与式

## 部活動
この学校には運動部が8つ、文化部が3つ、計11の部活動がある。

## 進学前小学校
- 千葉市立高洲小学校
- 千葉市立高洲第三小学校
- 千葉市立高洲第四小学校
- 千葉市立真砂第五小学校

## アクセス
- JR京葉線稲毛海岸駅より徒歩約12分。
- 国道14号線、稲毛陸橋下から約3分。